# Ossido di vanadio(III)
L'ossido di vanadio(III), noto in passato anche come sesquiossido di vanadio, è il composto inorganico con formula V2O3. In questo ossido il vanadio è nello stato di ossidazione +3. In condizioni normali il composto si presenta come un solido nero. In natura è presente come karelianite, un minerale raro.

## Sintesi
Si può preparare riducendo ad alta temperatura il pentossido di vanadio con idrogeno o monossido di carbonio.
{\displaystyle {\ce {V2O5\,+\,2H2\to V2O3\,+\,2H2O}}}
Il composto è difficile da ottenere puro, perché ha la tendenza a formare fasi non stechiometriche con deficienza di ossigeno senza che la struttura ne risenta.

## Struttura
L'ossido di vanadio(III) cristallizza con la struttura tipo corindone, gruppo spaziale R3c, con costanti di reticolo a = 495,2 pm e c = 1400,3 pm.

## Proprietà
L'ossido di vanadio(III) è un composto antiferromagnetico con una temperatura di transizione di circa 160 K. Allo stato solido il composto è stabile, ma a contatto con l'aria viene facilmente ossidato a biossido di vanadio (VO2). Trattandolo con idruro di calcio può essere ridotto fino a metallo. Per trattamento con cloruro di tionile si forma cloruro di vanadio(III) (VCl3). L'ossido di vanadio(III) è un ossido basico. Praticamente insolubile in acqua, si scioglie in acidi formando complessi di V(III); queste soluzioni sono di colore blu o verde e hanno proprietà riducenti.

## Applicazioni
L'ossido di vanadio(III) è usato principalmente come sostituto dell'anidride vanadica (V2O5) per la produzione di ferrovanadio, vanadio metallico ultrapuro e altri composti di vanadio come carburi e nitruri.

## Tossicità / Indicazioni di sicurezza
Il composto è disponibile in commercio. È nocivo se inalato e può provocare gravi irritazioni agli occhi.